# Eduard Fenzl

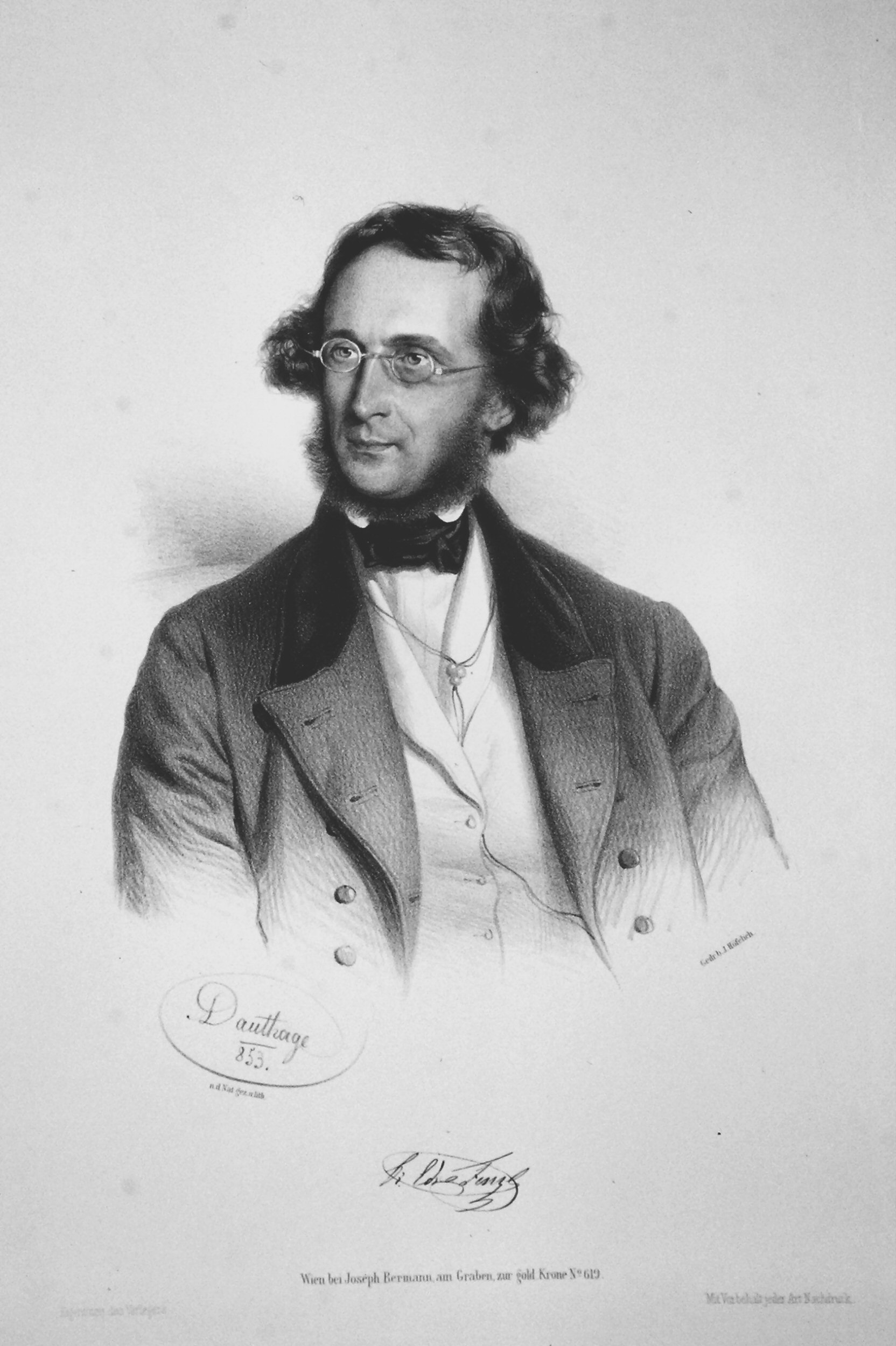
Eduard Fenzl (1808-1879), litografia per Adolf Dauthage

Eduard Fenzl (1808, Krummnußbaum – 1879, Viena) va ser un botànic austríac.
Fenzl va fer contribucions en l'obra de Karl Friedrich Philipp von Martius, Flora Brasiliensis i en la de Stephan Endlicher, Enumeratio plantarum quas in Novae Hollandiae, etc. Va ser l'autor de Pugillus plantarum novarum Syriæ et Tauri occidentalis primus (1842).
El gènere de plantes Fenzlia l'honora.

## Obres

### Com a autor
- Dissertatio inauguralis medico-botanica sistens extensionem et distributionem geographicam Alsinearum familiae naturalis per terras arcticas partemque zonae temperatae orbis antiqui (1833)
- Sertum Cabulicum. Enumeratio Plantarum Quas in Itinere Inter Dera-Ghazee-Khan Et Cabul, Mensibus Majo Et Junio 1833 Collegit Dr Martin Honigberger. Accedunt Novarum Vel Minus Cognitarum Stirpium Icones Et Descriptiones Part 1 (1836)
- Novarum stirpium decas I-X (1839)
- Pugillus Plantarum novarum Syriae et Tauri occidentalis primus (1842)
- Illustrationes et descriptiones plantarum novarum Syriae et Tauri occidentalis (1843)
- Über die Stellung der Gattung Oxera im natürlichen Systeme (1843)
- Über die Blütezeit der Paulownia imperialis (1851)
- … Differential-Charaktere der Arten der Gattung Cyperus (1855)
- Bildliche Naturgeschichte des Pflanzenreiches in Umrissen nach seinen wichtigsten Ordnungen (1855)

### Com a editor
- Theodor Kotschy. Abbildungen und Beschreibungen neuer und seltener Thiere (1843)
- Franz Xaver Freiherr von Wulfen. Flora Norica Phanerogama (1858)